# Аргатов
Арга́тов (в 1954—2019 годах — Октябрьский) — хутор в Усть-Лабинском районе Краснодарского края России. Входит в состав Железного сельского поселения и соответствующего сельского округа (до того был в подчинении Усть-Лабинска, административное переподчинение не отражено).

## География
Хутор расположен на берегу балки Кирпили (левый приток реки Кирпили), в 6 км к северо-востоку от центра сельского поселения — хутора Железного в 12 км к северу от города Усть-Лабинска.

## История
Основан в 1868 году переселенцами из центральной России, среди которых была семья казака Аргатова, по фамилии которого хутор и получил свое название. С 1954 по 2019 год носил название Октябрьский.
Входил в состав Усть-Лабинского городского поселения. В апреле 2014 года сход жителей проголосовал за вхождение хутора в состав Железного сельского поселения.

## Свято-Владимирский храм
Крестово-купольный Свято-Владимирский храм был освящён на хуторе 24 июля 2016 года. Строительство финансировалось фондом Олега Дерипаски «Вольное дело». Материал — белый камень — доставляли из Инкерманского карьера в Крыму. Храм довольно точно повторяет Церковь Покрова на Нерли, имевшую изначально шлемовидный купол. Церковную утварь изготавливали в Воронежской компании «Хорос» и художественно-производственном предприятии «Софрино» (Москва). При храме действует воскресная школа и благотворительный фонд.

## Население
| 2002 | 2010 |
| ---- | ---- |
| 445  | ↘412 |